# Grand Prix de Plumelec-Morbihan 2006
La Grand Prix de Plumelec-Morbihan 2006, trentesima edizione della corsa e valida come evento dell'UCI Europe Tour 2006 categoria 1.1, si svolse il 27 maggio 2006. Fu vinta dal francese Cédric Hervé che giunse al traguardo con il tempo di 4h11'47".
Al traguardo 45 ciclisti portarono a termine il percorso.

## Ordine d'arrivo (Top 10)
| Pos. | Corridore          | Squadra         | Tempo    |
| ---- | ------------------ | --------------- | -------- |
| 1    | Cédric Hervé       | Bretagne        | 4h11'47" |
| 2    | Anthony Charteau   | Crédit Agricole | a 6"     |
| 3    | Samuel Dumoulin    | AG2R Prév.      | a 26"    |
| 4    | Maxime Médérel     | Auber 93        | a 40"    |
| 5    | Christophe Riblon  | AG2R Prév.      | a 1'04"  |
| 6    | Matthieu Ladagnous | F. des Jeux     | s.t.     |
| 7    | Johan Coenen       | Unibet.com      | s.t.     |
| 8    | Mickaël Buffaz     | Agritubel       | s.t.     |
| 9    | Stéphane Pétilleau | Bretagne        | s.t.     |
| 10   | Jonas Ljungblad    | Unibet.com      | s.t.     |